# Alif
La ʾalif (in arabo ألف‎? /ˈʔælif/) è la prima lettera dell'alfabeto arabo.
Corrisponde a un semplice tratto verticale; il suo valore numerico secondo la numerazione abjad è 1.

## Origine
Assieme alla lettera ebraica aleph (א), alla lettera greca alfa (A,α) e alla lettera latina a (A,a), deriva dal fenicio ʾāleph , a sua volta derivante dal proto-cananeo ʾalp ("bue").

## Scrittura
’Alif viene scritta in varie forme in funzione della sua posizione all'interno di una parola:
| Forma isolata | Forma finale | Forma intermedia | Forma iniziale |
| ﺍ             | ـا…          | …ـا…             | …ﺍ             |

### Lām-ʾalif
Esiste una particolare legatura che deve essere obbligatoriamente utilizzata quando una ʾalif è preceduta dalla lettera lām: per evitare di scrivere لـا/ل‍ا (grafia errata) viene impiegato il simbolo لا, chiamato appunto lām-ʾalif e pronunciato /lā/.
| Forma isolata | Forma finale | Forma intermedia | Forma iniziale |
| لا            | ــلا…        | …ــلا…           | …لا            |

## Utilizzo
A differenza delle altre 27 lettere dell'alfabeto arabo, la ʾalif non corrisponde a un suono consonantico, ma è un segno che viene impiegato con diversi usi, tra cui quello di indice di lunghezza della vocale a, oppure come "sostegno" della hamza.

### ’Alif come allungamento vocalico
Quando ha la funzione di allungamento vocalico la ʾalif rappresenta sempre l'allungamento di una fatḥa (vocale breve /a/) che la precede, e viene comunemente trascritta con la grafia ā.

#### ’Alif miniaturizzata
Vi è tuttavia un numero assai ristretto di parole per le quali la ʾalif, pur fungendo da allungamento vocalico e pur essendo regolarmente pronunciata, non risulta a livello scritto nei testi standard (non vocalizzati). Nei testi vocalizzati viene invece riportata miniaturizzata in cima alla consonante che la precede; in arabo viene detta ألف خنجرية ʾalif ḫanǧariyya (ʾalif pugnale) o ألف محذوفة ʾalif maḥḏūfa (ʾalif omessa).
| grafia | traslitterazione | significato    |
| ------ | ---------------- | -------------- |
| هٰذا    | hāḏā             | questo         |
| هٰذه    | hāḏihi           | questa         |
| ذٰلك    | ḏālika           | quello         |
| لٰكن    | lākin            | ma             |
| الله   | Allāh            | Dio            |
| إلٰه    | ʾilāh            | divinità       |
| رحمٰن   | raḥmān           | misericordioso |

### ’Alif con hamza
La ʾalif può anche fungere da sostegno grafico per la همزة hamza (ء), la consonante occlusiva glottidale sorda che corrisponde al colpo di glottide.
- A inizio di parola in particolare la hamza è sempre accompagnata da una ʾalif, indipendentemente dalla vocale che segue, con l'unica differenza che per le vocali /a/ e /u/ la hamza poggia al di sopra della ’alif (أ), mentre per la vocale /i/ la hamza si trova al di sotto (إ). A livello grafico (e anche nelle traslitterazioni in alfabeto latino) tuttavia la hamza in posizione iniziale viene spesso tralasciata.

Un caso particolare riguarda determinate parole, che posizionate all'interno della frase perdono il loro attacco vocalico: in tal caso la ʾalif con hamza non viene utilizzata e al suo posto viene impiegata la ʾalif waṣla (v. sotto).
- Anche in posizione centrale o finale la ʾalif può sostenere la hamza, ma in questi casi solo nel caso che la vocale che precede o segue la hamza sia una /a/, perché altrimenti le peculiari regole ortografiche di questa consonante impongono l'uso della waw o della yāʾ come sostegno.

### ’Alif waṣla
Le parole che iniziano con una vocale breve, presentando una ʾalif in posizione iniziale, possono essere precedute da altre che terminano per vocale: nella fattispecie si ha un'aferesi della vocale iniziale e la ʾalif diventa una ʾalif waṣla (ألف وصلة), la quale si scrive ma non si pronuncia. Dal punto di vista grafico, si pone sopra la hamza un piccolo occhiello terminante con un gancio a sinistra che tuttavia viene considerato un mero segno ortografico e quindi segnato solamente nei rari testi vocalizzati (come il Corano). Foneticamente la ʾalif waṣla viene assimilata dal segno grafico che la precede. La ʾalif waṣla è anche chiamata همزة الوصل (hamzatu l-waṣl).
Prendono la ’alif waṣla categorie grammaticali ben definite:
1) determinate parole:
| Grafia | Traslitterazione | Significato     |
| ------ | ---------------- | --------------- |
| ٱل     | al               | il/la/i/le ecc. |
| ٱبن    | ibn              | figlio          |
| ٱبنة   | ibna             | figlia          |
| ٱسم    | ism              | nome            |
| ٱمرأة  | imra’a           | donna           |
| ٱثنان  | iṯnān            | due (m.)        |
| ٱثنتان | iṯnatān          | due (f.)        |

Così, per esempio, la frase ٱبني وٱبنتي (ibnī, "mio figlio" + wa, "e" + ibnatī, "mia figlia") si pronuncia e si traslittera ibnī wa-bnatī anziché *ibnī wa ibnatī. Allo stesso modo, ما ٱسمك ؟ (mā, "come" + ismuka, "il tuo nome": frase standard per dire "come ti chiami?") si pronuncia e si traslittera mā-smuka? e non *mā ismuka?;
2) le forme verbali dalla VII alla X, con i relativi maṣdar. Così, وٱنتظرت (wa, "e" + intaḏartu, "aspettai") si pronuncia e si traslittera wa-ntaḏartu e non *wa-intadhartu;
3) gli imperativi che iniziano con ’alif e hamza (indipendentemente dal fatto che la vocale breve sia /a/, /i/ o /u/). Ad esempio, وٱجلس (wa, "e" + iǧlis, "siediti!") si pronuncia e si traslittera wa-ǧlis e non *wa-iǧlis;
4) l'articolo al-, la cui /a/ cade regolarmente se la parola precedente non termina per consonante. Es. في ٱلفندق (ossia fī, "dentro" + al-funduq, "l'albergo") si pronuncia e si traslittera fī-l-funduq anziché *fī al-funduq.

### ’Alif maqṣūra

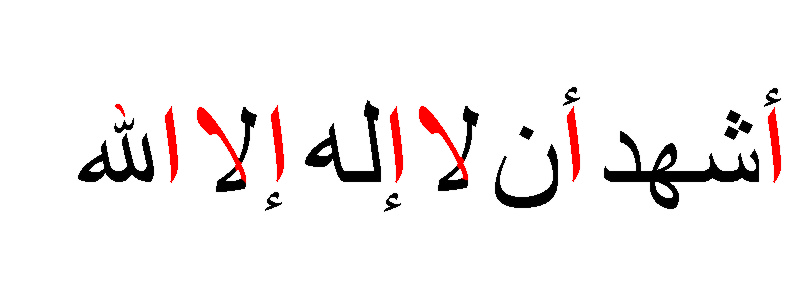
La professione di fede islamica o šahāda contiene nella sua prima parte (ʾašhadu ʾan lā ʾilāha ʾillā-llāh, "testimonio che non vi è alcun dio all'infuori d'Iddio") ben nove ʾalif, di cui due miniaturizzate (l'immagine non riporta la prima delle due, che andrebbe segnata su ilāh)

La ʾalif maqṣūra (الف مقصورة), che significa "’alif accorciata", compare solo in fine di parola e viene pronunciata (e generalmente traslitterata) come ā. Da un punto di vista grafico, la forma è la stessa della yāʾ finale, ma senza punti. Se seguita da un pronome suffisso, la ʾalif maqṣūra si trasforma in ʾalif normale.
Nonostante la somiglianza nella forma del tracciato, non va confusa con la yāʾ finale: per quest'ultima lettera però in alcuni paesi arabi è invalsa l'abitudine tipografica di non segnare i due puntini, il che la rende di fatto identica (ma solo dal punto di vista della scrittura) a una ʾalif maqṣūra.
| Grafia | Traslitterazione | Significato |
| ------ | ---------------- | ----------- |
| متى    | matā             | quando      |
| مستشفى | mustašfā         | ospedale    |
| مقهى   | maqhā            | caffetteria |

### ’Alif madda
La ʾalif madda (الف مدة), che significa "ʾalif allungata", è invece un segno ortografico che si utilizza per evitare di scrivere due ’alif consecutive. In questo caso la seconda ʾalif viene rappresentata graficamente in cima alla prima e in posizione orizzontale, generalmente sempre scritta; si pronuncia (e traslittera) come /ā/.
La necessità della ʾalif madda sorge qualora vi sia una ʾalif hamza con vocale breve /a/ seguita da una seconda ʾalif di allungamento vocalico, oppure nel caso la stessa ’alif hamza sia seguita da una seconda ʾalif hamza, questa volta con assenza di vocale.
Ad esempio, la radice del verbo "mangiare" (أكل, ʾakala) contiene nell'ordine le consonanti hamza-kāf-lām. Per coniugare il verbo alla prima persona del presente indicativo ("io mangio"), la grammatica araba prevede che alla radice trilittera sia anteposta una ’alif con hamza e vocale breve /a/; ebbene, l'incontro di أكل + أ darebbe luogo a un cacografico *أأكل (*ʾaʾkul), che nella pronuncia è stato semplificato in /ʔa:kul/ (ossia la seconda hamza è caduta e la vocale si è allungata); per riflettere questo fenomeno è stata quindi introdotta la ʾalif madda: آكل (ʾākul).
| Grafia | Traslitterazione | Significato |
| ------ | ---------------- | ----------- |
| القرآن | al-qurʾān        | Corano      |
| الآن   | al-ʾāna          | adesso      |
| آخذ    | ʾāḫuḏu           | io prendo   |

## Articolo determinativo
Alif è una lettera lunare. Ciò significa che quando le si antepone l'articolo determinativo esso non subirà alcuna modifica.